# Csillámlóarcú tangara
A csillámlóarcú tangara (Tangara dowii)  a madarak osztályának verébalakúak (Passeriformes) rendjébe és a tangarafélék (Thraupidae) családjába tartozó  faj.

## Rendszerezése
A fajt Osbert Salvin angol ornitológus írta le 1832-ben, a Calliste nembe Calliste dowii néven.

## Előfordulása
Közép-Amerikában, Costa Rica és Panama területén honos. Természetes élőhelyei a szubtrópusi és trópusi hegyi esőerdők. Állandó, nem vonuló faj.

## Megjelenése
Testhossza 12 centiméter.
|  |

## Életmódja
Gyümölcsökkel, rovarokkal és pókokkal táplálkozik.

## Természetvédelmi helyzete
Az elterjedési területe kicsi, egyedszáma is csökken, de még nem éri el a kritikus szintet. A Természetvédelmi Világszövetség Vörös listáján nem fenyegetett fajként szerepel.